# The World of David Bowie
The World of David Bowie é um álbum compilativo de David Bowie, lançado em 1970. Contém canções do seu primeiro álbum, David Bowie, como também canções não lançadas anteriormente. No Brasil, foi lançado com o título Disco de Ouro.

## Faixas
Todas as canções foram escritas por David Bowie.

### Lado 1
1. Uncle Arthur (2:07)
2. Love You Till Tuesday (3:09)
3. There Is A Happy Land (3:11)
4. Little Bombardier (3:24)
5. Sell Me A Coat (2:58)
6. Silly Boy Blue (3:48)
7. The London Boys (3:20) *

### Lado 2
1. Karma Man (2:58) *
2. Rubber Band (2:17)
3. Let Me Sleep Beside You (3:24)  *
4. Come And Buy My Toys (2:07)
5. She's Got Medals (2:23)
6. In The Heat Of The Morning (2:55) *
7. When I Live My Dream (3:22)

* não lançadas anteriormente

## Músicos
- David Bowie - vocais, guitarra
- John McLaughlin - guitarra (no Lado 2, Faixas 1 e 3)
- Herbie Flowers - baixo
- Tony Visconti - baixo, vocais
- Barry Morgan ou Andy White - bateria
- Steve Peregrin-Took - pixofone